# Desiderio del cuore
Desiderio del cuore (Michael o Mikaël) è un film muto del 1924 diretto da Carl Theodor Dreyer.
Il titolo originale tedesco, Michael, lo si deve al titolo Mikaël (in danese) del romanzo di Herman Bang (1904) dal quale è tratto. Il romanzo era già stato adattato per lo schermo nel 1916 con il film Vingarne, diretto da Mauritz Stiller e interpretato da Nils Asther, un attore che, in seguito, avrebbe fatto una folgorante carriera hollywoodiana.

## Trama
Il famoso pittore Zoret ha un affetto particolare per il proprio giovane modello Mikaël che ha adottato come fosse suo figlio. Una principessa russa, Lucia Zamikoff, con la scusa di volere un ritratto, si insinua in casa Zoret, concupendo il giovane Mikaël che fuggirà con lei e non si farà scrupolo nemmeno di rubare le preziose "tele di Algeri" dal valore affettivo incalcolabile per il vecchio pittore.
Zoret subisce un duro contraccolpo psicologico dall'abbandono e dai gesti inqualificabili di Mikaël. A stargli vicino amorevolmente c'è solo il giornalista americano Switt che rispettando i sentimenti dell'amico, non calca mai la mano sul comportamento del giovane, pur condannandolo.
La sintesi di tutto il dolore del grande artista trova espressione nel suo ultimo capolavoro. Un grande quadro di un uomo solo su una spiaggia con sullo sfondo il panorama di Algeri.
Ora Zoret può morire, solo, (la principessa Zamikoff impedisce a Mikaël di leggere il messaggio di Switt che lo avvertiva che il suo padrino stava per morire) e niente gli impedirà di confermare la volontà di lasciare tutto in eredità a Mikaël. Più di ogni altro gesto spiega tutto la frase conclusiva con la quale si spegne la vita del grande pittore: «Ora posso morire perché ho conosciuto un grande amore».

## Produzione
Il film fu prodotto dall'Universum Film (UFA)

## Distribuzione
Distribuito dall'Universum Film (UFA), il film uscì nelle sale cinematografiche tedesche nel 1924. Nel 1926, distribuito sempre dall'UFA, fu presentato a New York il 14 dicembre. Negli Stati Uniti, il film è conosciuto anche con il titolo Chained; nel Regno Unito con il titolo inglese Heart's Desire. Copia del film viene conservata negli archivi del Det Danske Filminstitut.
Nel 2004 e nel 2009, il film venne masterizzato e pubblicato in DVD. Uscì in Gran Bretagna il 25 ottobre 2004, distribuito dalla Eureka Entertainment, con il sistema PAL e con i sottotitoli in inglese. Un'altra edizione del 2004 venne pubblicata il 14 dicembre dalla Kino International in NTSC. Il DVD è tratto da una copia di archivio a 35mm con licenza della tedesca Fondazione Friedrich Wilhelm Murnau. Nel 2009, in Spagna uscì in DVD distribuito dalla Divisa Home Video.

## Commento
Dreyer gira in Germania un film molto teatrale e drammatico. Il "desiderio del cuore" è destinato a non esaudirsi (emblematica la vicenda parallela dell'altro amore impossibile tra il duca di Mathieu e la signora Adelsskjold con la tragica morte in duello del primo) ma il grande amore supera le piccolezze terrene e anche se porta fino alla morte... vale la pena viverlo.
Non deve sorprendere che nel 1924 si potesse produrre, girare e distribuire senza alcun tipo di problema un film dal dichiarato contenuto omosessuale, poiché in quel periodo la Germania stava vivendo uno dei momenti di maggior diffusione e popolarità del movimento omosessuale prima della repressione nazista, grazie all'operato di personalità come Magnus Hirschfeld e grazie alla massiccia produzione artistica e letteraria in tema.
Secondo alcuni la figura del pittore Zoret sarebbe ispirata in qualche modo a quella del grande scultore Auguste Rodin.